# Unkel
Unkel é uma cidade da Alemanha localizada no distrito de Neuwied, estado da Renânia-Palatinado.
É membroe sede do Verbandsgemeinde de Unkel.